# Otter (Niedersachsen)

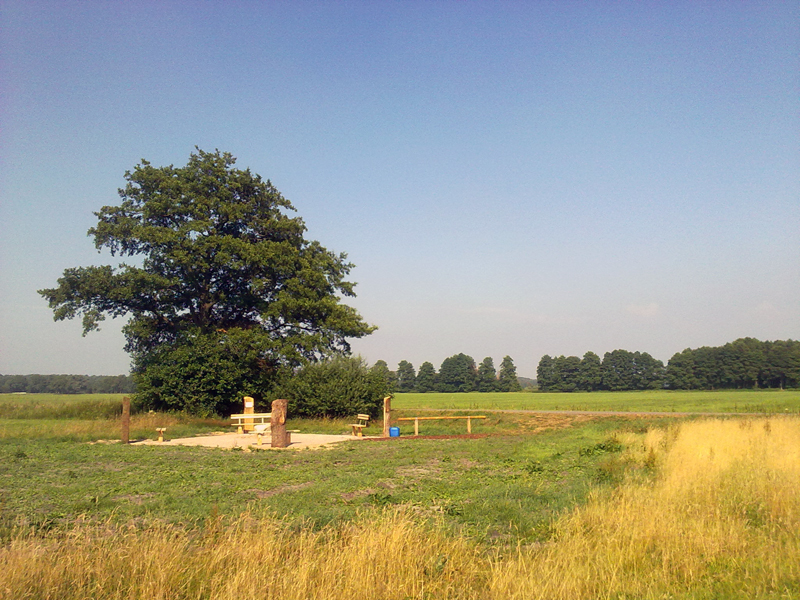
Geografischer Mittelpunkt der Gemeinde Otter

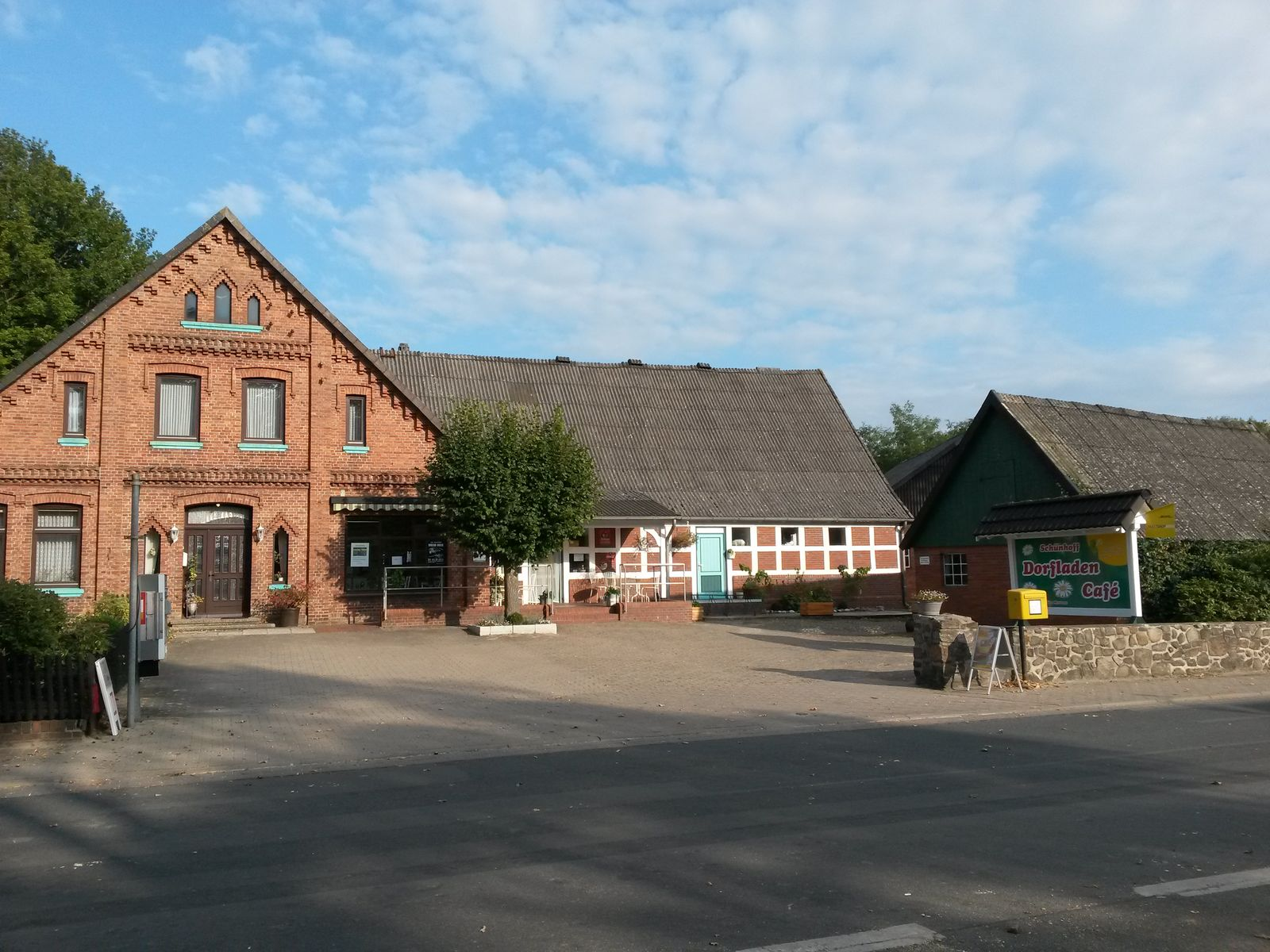
Dorfladen Schünhoff in Otter

Otter ist eine Gemeinde in der Samtgemeinde Tostedt im Landkreis Harburg und eine Kommune in Niedersachsen.

## Geografie

### Geografische Lage
Otter liegt südlich von Hamburg im äußersten Nordwesten der Lüneburger Heide, östlich des 101 m hohen Otterbergs und südwestlich der Harburger Berge. Südlich liegt das Naturschutzgebiet Obere Wümmeniederung und das Naturschutzgebiet Heidemoor bei Ottermoor. Durch Otter fließen die Flüsse Oste und Wümme, welche auch im Wappen Otters dargestellt werden und ihre Nebenbächen Todtgraben, Moorwiesengraben, Hollsteggraben, Arbeitsdienstgraben, Fuhlbach, Jilsbach und Dammgraben.

### Nachbargemeinden
- Tostedt
- Welle
- Königsmoor
- Schneverdingen
- Fintel
- Wistedt

### Gemeindegliederung
Zur Gemeinde Otter gehören die Orte Otter, Groß Todtshorn, Klein Todtshorn und Ottermoor sowie die Gehöfte Wümmegrund, Knick, Riepshof, und Schillingsbostel.

## Geschichte
Die Besiedlung der Region um Otter lässt sich durch frühgeschichtliche Funde bis ins zweite vorchristliche Jahrtausend zurückverfolgen.
Die älteste bekannte Urkunde, in der der Name „Otter“ steht, erschien 1319. Im Schatzregister von 1497 wurde es aus unbekanntem Grund „Otther“ geschrieben. In anderen Urkunden heißt es immer Otter.

### Eingemeindungen
Die heutige Gemeinde Otter besteht seit dem 1. Juli 1972. Damals schlossen sich die eigenständigen Gemeinden Todtshorn und Otter im Rahmen der niedersächsischen Gebiets- und Verwaltungsreform zusammen.

### Der Hauenstein

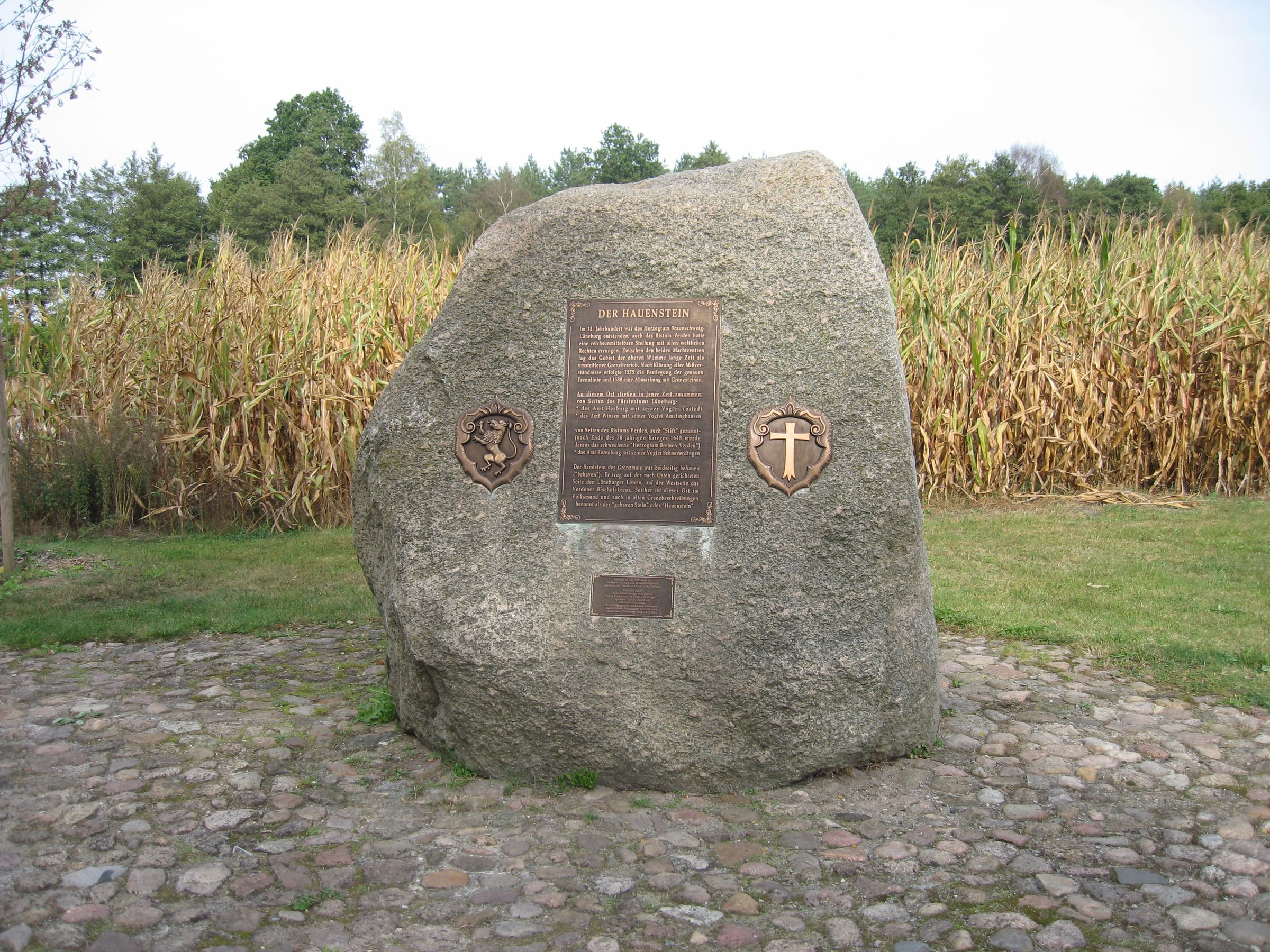
Der Hauenstein erinnert an die historische Grenze des Herzogtums Braunschweig-Lüneburg und des Bistums Verden.

An der Stelle des historischen Hauensteins (niederdeutsch behaven = behauener Stein) erinnert heute dieser 2007 gesetzte Findling an den Grenzstein, der hier seit dem Mittelalter den umstrittenen Grenzbereich der oberen Wümme zwischen dem Herzogtum Braunschweig-Lüneburg und dem Bistum Verden festigte. 1575 wurde die Grenze endgültig festgelegt und 1580 mit Grenzsteinen markiert, nachdem seit dem 13. Jahrhundert Streitigkeiten um dieses Gebiet herrschten. An diesem Drei-Grenzen-Eck trafen sich das Amt Harburg vom Fürstentum Lüneburg mit seiner Vogtei Tostedt, das Amt Winsen mit seiner Vogtei Amelinghausen sowie von Seiten des Bistums Verden das Amt Rotenburg mit seiner Vogtei Schneverdingen.

### Die Buche von Todtshorn

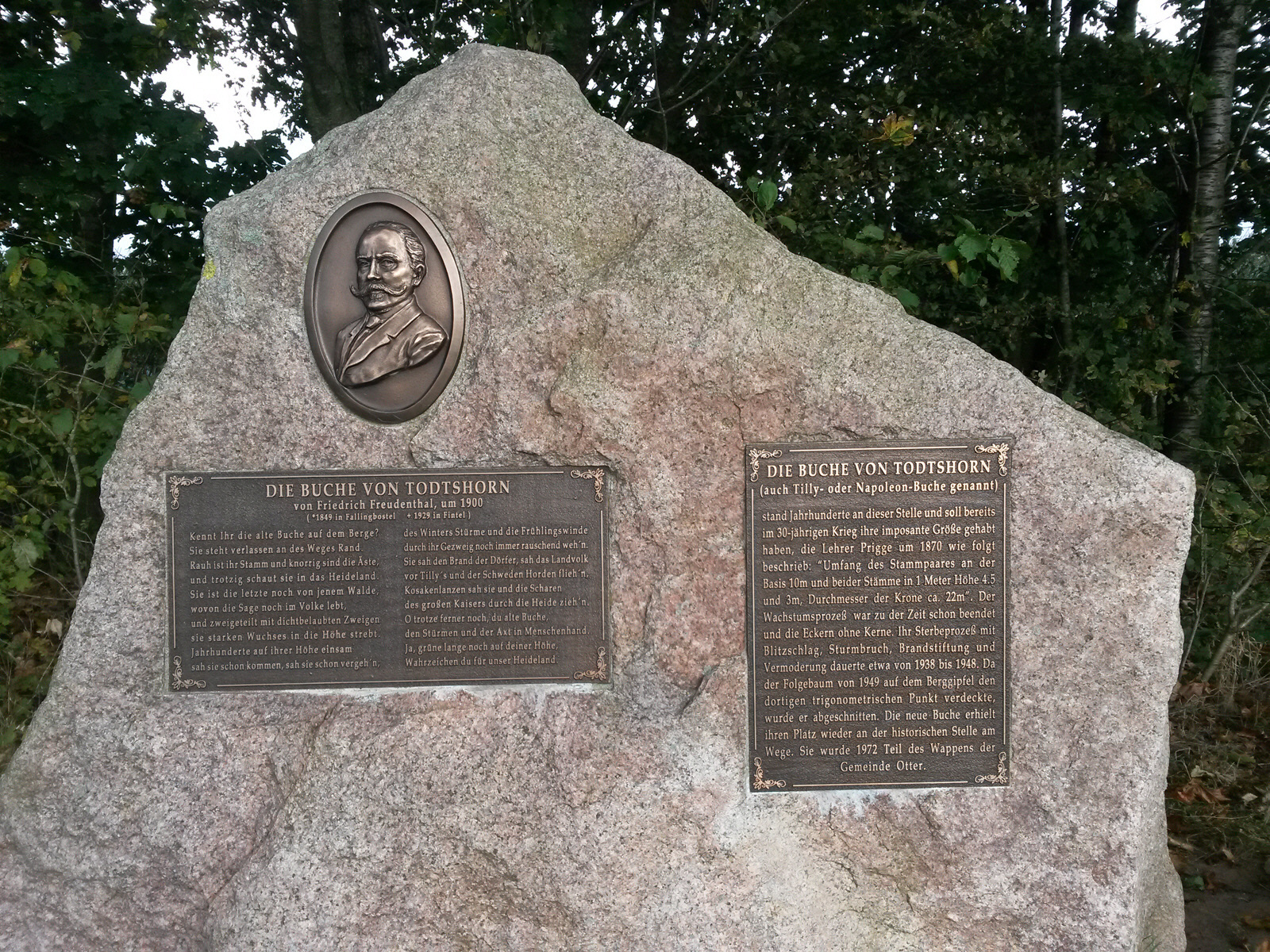
Gedenkstein der Buche von Todtshorn

Die Buche von Todtshorn ist auch bekannt als Tilly-Buche oder Napoleon-Buche. Der Volksmund erzählt, dass an dieser Stelle eine stattliche Buche stand, welche bereits zu Zeiten des Dreißigjährigen Krieges eine imposante Größe gehabt haben soll. Im Gedicht Die Buche von Todtshorn beschreibt Friedrich Freudenthal um 1900: Sie trotzte sowohl Napoleon als auch Tilly, den schwedischen Horden sowie den Kosaken. Vom Gipfel des 100 m entfernten, 79 m hohen Todtshorner Berges hat man einen strategisch guten Weitblick in die umliegende Landschaft. 1972 wurde die Buche Teil des Wappens der Gemeinde Otter.

### Die Mordeiche von Otter
Am 4. Dezember 1878 wurde der Viehhändler Friedrich Renken aus dem Hinterhalt erschossen und seines Geldes beraubt. Als Täter wurde der Schlachter Heinrich Cohrs aus Otter überführt. Zum Gedenken an die Tat pflanzte der Gastwirt Christoph Brockmann 1879 eine Eiche, welche als Mordeiche von Otter bekannt wurde durch den Schriftsteller Friedrich Freudenthal. 2016 wurde neben der Eiche ein Gedenkstein gesetzt.

### Kosmonauten in Otter
1989 besuchte der Kosmonaut Alexei Leonow Otter. Er war aufgrund der Kunstausstellung Kunst und Kosmos in Hamburg und kam auf Einladung seines Freundes und Künstlers Andrej Sokolow sowie des Hamburger Künstlers Valentin Burgmann nach Otter. Hier berichtete Leonow aus seinem bewegten Leben und stand der heimischen Bevölkerung Rede und Antwort. Leonow selber stammte aus einer landwirtschaftlichen Familie und trat der Bevölkerung mit großem Respekt entgegen, ebenso war der Besuch eines sowjetischen Staatsmannes gegen Ende des Kalten Krieges ein prägendes Ereignis für die Otterer. Begleitet wurde der Kosmonaut von dem sowjetischen Generalkonsul aus Hamburg, zwei Dolmetscherinnen, seiner Familie und einigen weiteren sowjetischen Repräsentanten sowie diversen deutschen und russischen Medienvertretern. Im Anschluss an das Treffen gab es sowohl im sowjetischen als auch im deutschen Fernsehen einen Bericht dazu.

### Stolpersteine
2023 wurde ein Stolperstein in Otter verlegt als Mahnmal zum Gedenken der Opfer des Nationalsozialismus.

## Politik

### Gemeinderat
Der Rat der Gemeinde Otter setzt sich aus elf Mitgliedern zusammen. Die Ratsmitglieder werden durch eine Kommunalwahl für jeweils fünf Jahre gewählt.
Die vergangenen Gemeinderatswahlen ergaben folgende Sitzverteilungen:
| Wahljahr | WGO | Grüne | Einzel | CDU | SPD | UWO | BWL | Gesamt   |
| 2021     | 8 | 1     | 1/1    | –   | –   | –   | –   | 11 Sitze |
| 2016     | – | –     | 1      | 5   | 2   | 2   | 1   | 11 Sitze |
|          | __________________________ WGO: Wählergemeinschaft Otter; UWO: Unabh. Wählergem. Otter; BWL: Bunte Wählerliste Otter Einzel 2021: Thielsen (1), Warnecke (1); 2016 Thielsen |       |        |     |     |     |     |          |

### Bürgermeister
Nach der Kommunalwahl 2001 wurde Peter Luba zum Bürgermeister der Gemeinde gewählt. Im Zuge interner Streitigkeiten trat er jedoch von seinem Posten zurück. Bei der anstehenden Neuwahl des Bürgermeisters traten im Dezember 2004 Herbert Busch von der CDU und Gesa Sasse von der UWO gegeneinander an. Busch, der bereits von 1978 bis 1996 Bürgermeister der Gemeinde war, konnte sich der Unterstützung der Ratsmitglieder von CDU und SPD sicher sein. Sasse, die bisherige stellvertretende Bürgermeisterin unter Peter Luba, wurde von der UWO nominiert. Nachdem Luba offensichtlich seiner Ankündigung, sich bei der geheimen Wahl zu enthalten, auch Taten hatte folgen lassen, kam es zu einer Pattsituation. Durch Losentscheid wurde schließlich der 62-jährige Herbert Busch zum neuen Bürgermeister bestimmt.

### Wappen
Blasonierung: Das Wappen der Gemeinde Otter zeigt im Schild in Grün einen erhöhten silbernen Dreiberg, oben belegt mit zwei blauen Wellenbändern, unten mit einer grünen Buche.
Bedeutung: Der Dreiberg soll den Otterberg darstellen. Die Wellenbänder stehen für die beiden Flüsse Oste und Wümme. Das Wahrzeichen des Ortsteils Todtshorn wird durch die Buche (im Volksmund „Napoleonbuche“) symbolisiert.

## Kultur und Sehenswürdigkeiten

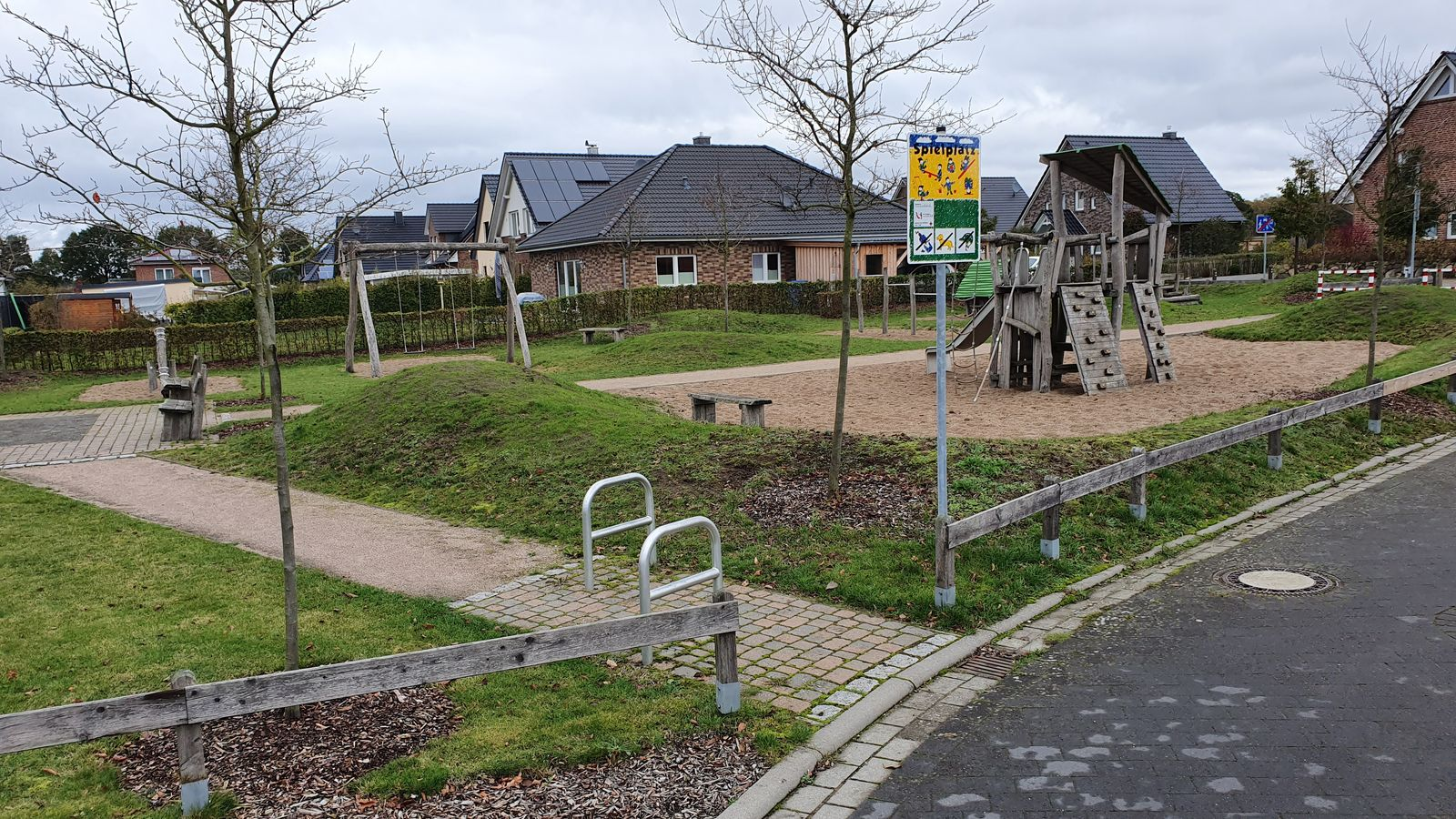
Spielplatz Otter Ohnhorstblick

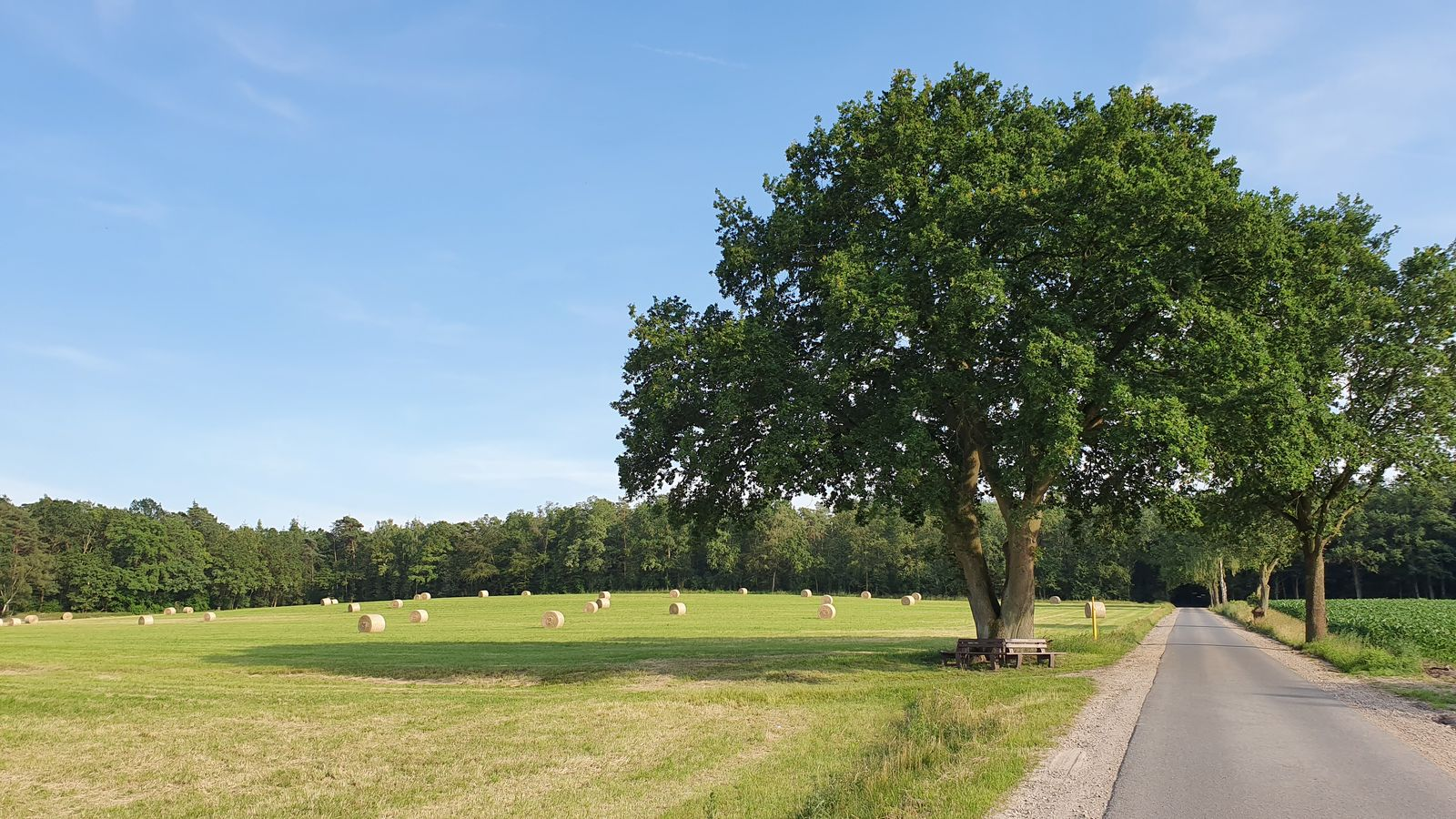
Otterberg

### Schützenverein Otter von 1908 e. V.
Der Schützenverein Otter von 1908 e. V. ist mit über 200 Mitgliedern der größte Verein in Otter. Ziel des Vereins ist es, die Tradition des Schießsportes zu wahren und auszubauen. Aus diesem Grund findet zwischen April und September sonntags das Übungs- und Bedingungsschießen im Schützenhaus statt. Neben dem traditionellen Schützenfest am ersten Juni-Wochenende, gibt es ein An- und Schlussschießen (April und September) sowie den Königsball im Januar. Regional bekannt ist der Schützenverein ebenfalls für seinen großen Spielmannszug.

### Pfeifenclub „Blauer Dampf“
Der Pfeifenclub wurde im Jahr 1919 gegründet und feierte 2019 sein 100-jähriges Bestehen. Der Pfeifenclub wird von der Bevölkerung besonders wegen der Ausrichtung zahlreicher Festivitäten geschätzt. So fand beispielsweise viele Jahre die Kindermaskerade in der ehemaligen örtlichen Gaststätte „Trump“ statt. Bis heute gibt es außerdem das traditionelle Boßeln um den Otterberg, welches Anzugspunkt vieler Boßelmannschaften aus der Umgebung ist. Der Pfeifenclub veranstaltet außerdem interne Wettbewerbe im Pfeife- und Zigarillowettrauchen. Hierbei geht es darum die Pfeife bzw. den Zigarillo möglichst lange am Brennen zu halten.

### Dartclub Otter e. V.
Der Dartclub Otter e. V. wurde im August 2017 gegründet und ist seit 2019 ein eingetragener Verein. Der Verein ist Mitglied im Bezirksdartverband Lüneburger Heide von 2008 e. V. und nimmt dort seit der Saison 2018/2019 am Ligabetrieb teil. Im Sommer 2019 musste der Dartclub auf Grund des großen Wachstums in ein größeres Vereinsheim umziehen. Der Dartclub Otter hat aktuell 17 Mitglieder (Stand: Juli 2019) und ist der erste offizielle Dartverein im Landkreis Harburg.

## Regelmäßige öffentliche Veranstaltungen
- Jedes Jahr im Januar gibt es das Tannenbaumschreddern der Freiwilligen Feuerwehr Otter.
- Das Osterfeuer, welches durch die Freiwillige Feuerwehr auf dem Otterberg ausgerichtet wird, findet jedes Jahr in der Osternacht statt.
- Das Schützenfest des Schützenverein Otter findet traditionell am ersten Wochenende im Juni statt.
- Der Laternenumzug findet jedes Jahr im Oktober statt und wird von der Feuerwehr veranstaltet.
- Oldtimer-Schaupflügen, jedes Jahr Anfang September.
- Boßeln rund um den Otterberg des Pfeifenclub Blauer Dampf

## Wirtschaft und Infrastruktur

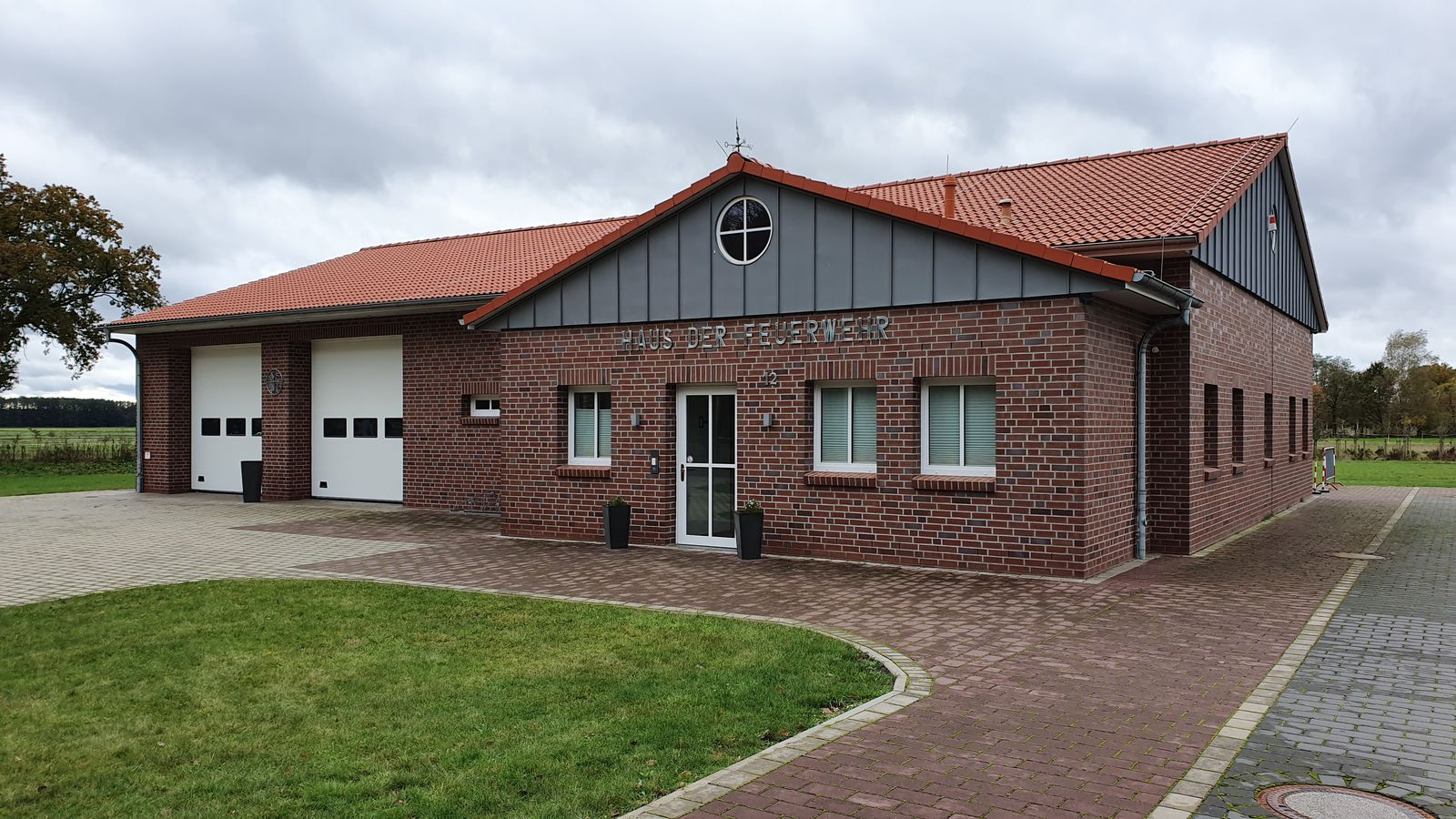
Feuerwehr Otter

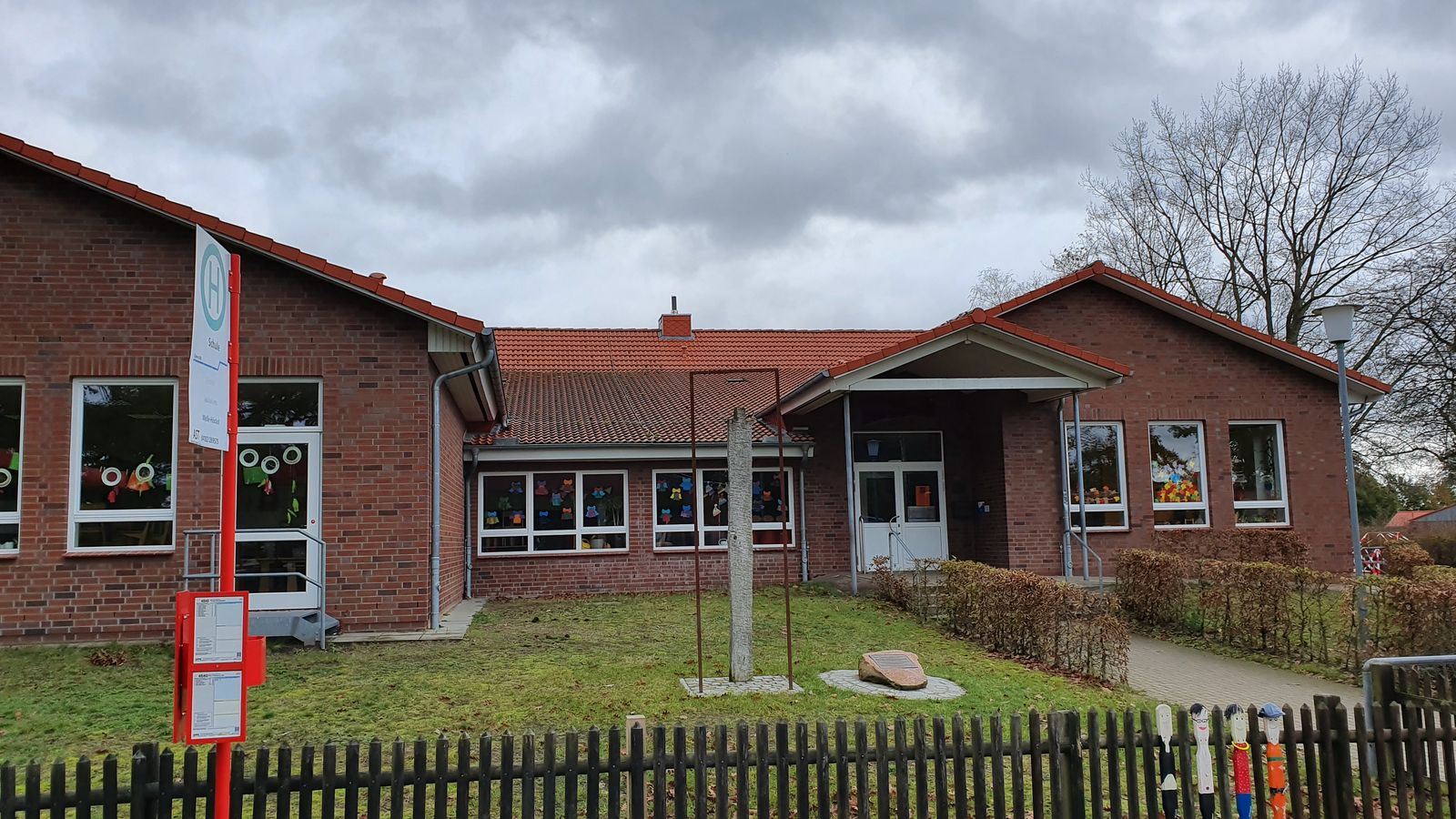
Grundschule Otter

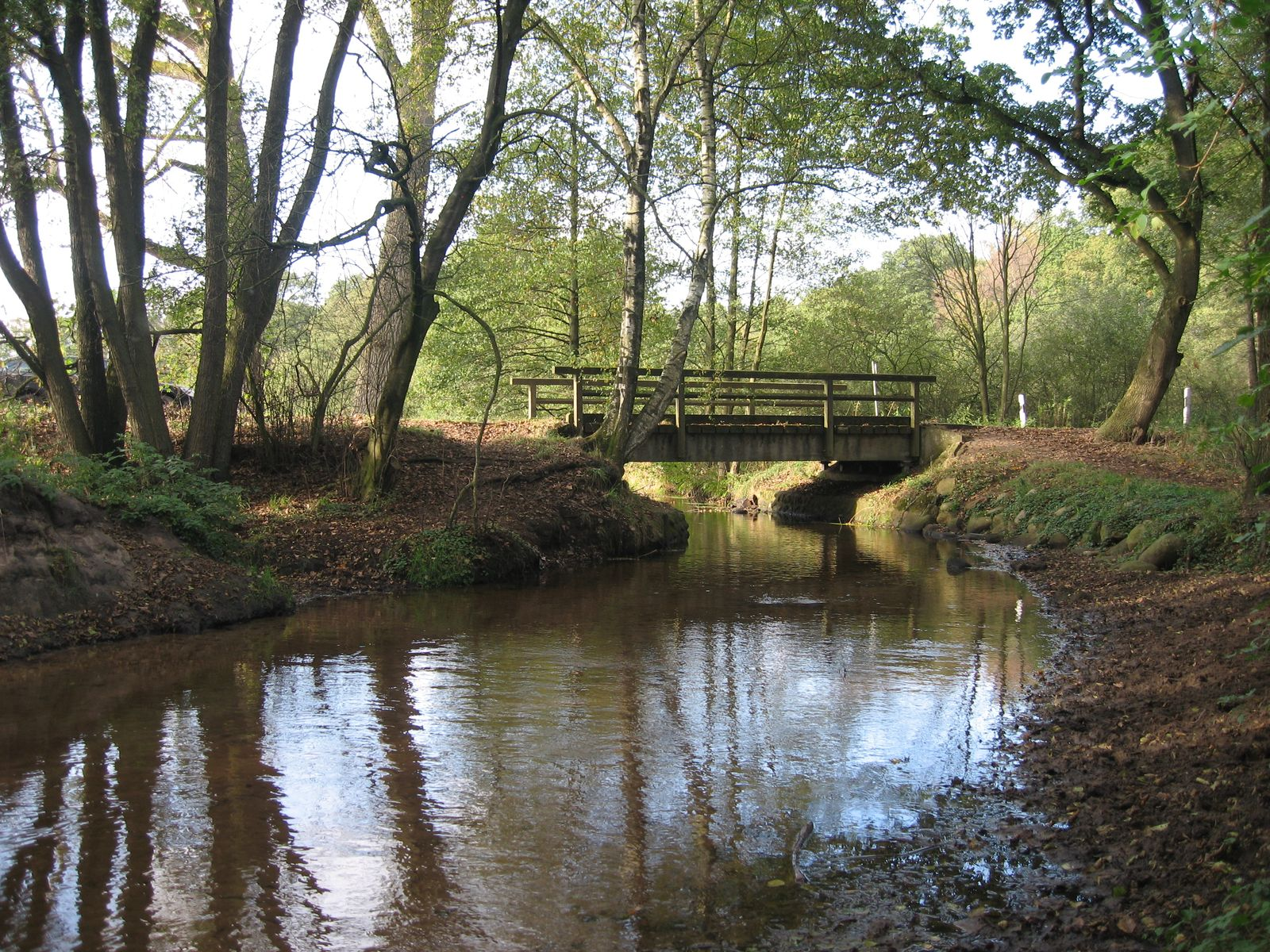
Wümme im Naturschutzgebiet Obere Wümmeniederung

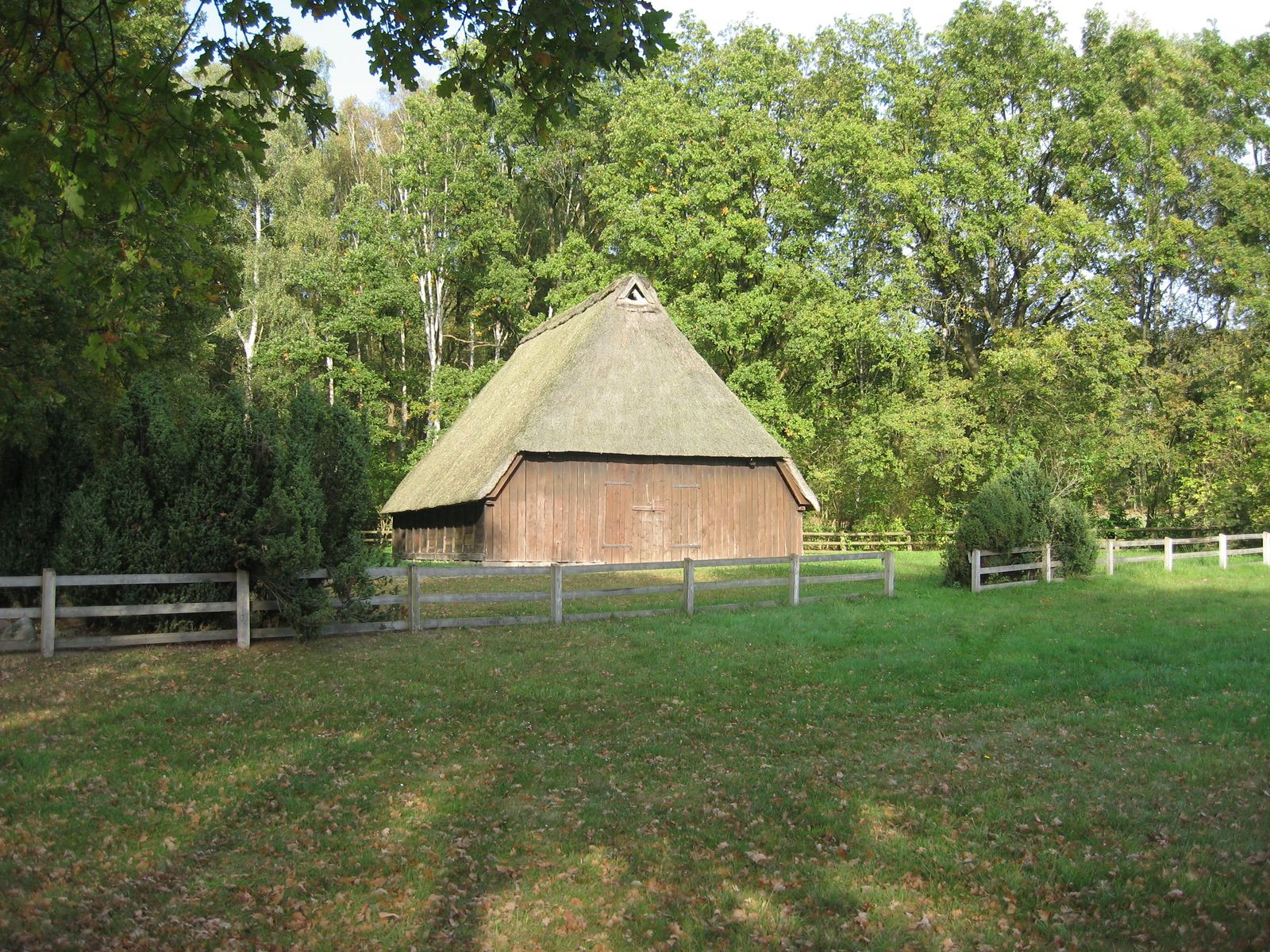
Der Schafstall bei Riepshof

### Öffentliche Einrichtungen
Der Kindergarten der Gemeinde Otter besteht aus zwei Gruppen.

### Bildung
In der Gemeinde gibt es eine Grundschule, die pro Jahrgang einzügig betrieben wird. An die Grundschule ist eine Sporthalle angebaut, welche von der Schule und dem Kindergarten, aber auch von verschiedensten Sportgruppen genutzt wird.

### Freiwillige Feuerwehr
Die Freiwillige Feuerwehr Otter hat ungefähr 50 aktive Mitglieder und verfügt über ein LF 10 und ein MTF. Nach dem Ausscheiden aus dem aktiven Dienst besteht die Möglichkeit des Eintritts in die Alters- und Ehrenabteilung. Außerdem bemüht man sich durch die Arbeit in der 2004 gegründeten Jugendfeuerwehr aktiv um Nachwuchs. Nach einer Bauzeit von ungefähr 18 Monaten konnte man 2016 das neue Feuerwehrhaus eröffnen, nachdem das alte zu klein geworden war. Die Freiwillige Feuerwehr Otter wird finanziell durch den Förderverein der Feuerwehr unterstützt, in welchem über 200 Bürger der Gemeinde Mitglied sind.

### Dorfladen
Otter verfügt über einen kleinen Dorfladen, in dem man verschiedenste Güter des täglichen Gebrauches finden kann. Der Laden befindet sich seit dem 1. Mai 2016 in der Hand des aktuellen Betreibers. Im April 2017 erhielt der Dorfladen in Otter (kurz: DinO) den Kulturpreis „Goldener Hecht“ in der Kategorie „Dorfleben“.

## Persönlichkeiten, die mit der Gemeinde in Verbindung stehen
- Axel Ermes (* 1963), Musikproduzent
- Florence Joy (* 1986), Sängerin

## Bilder aus Otter

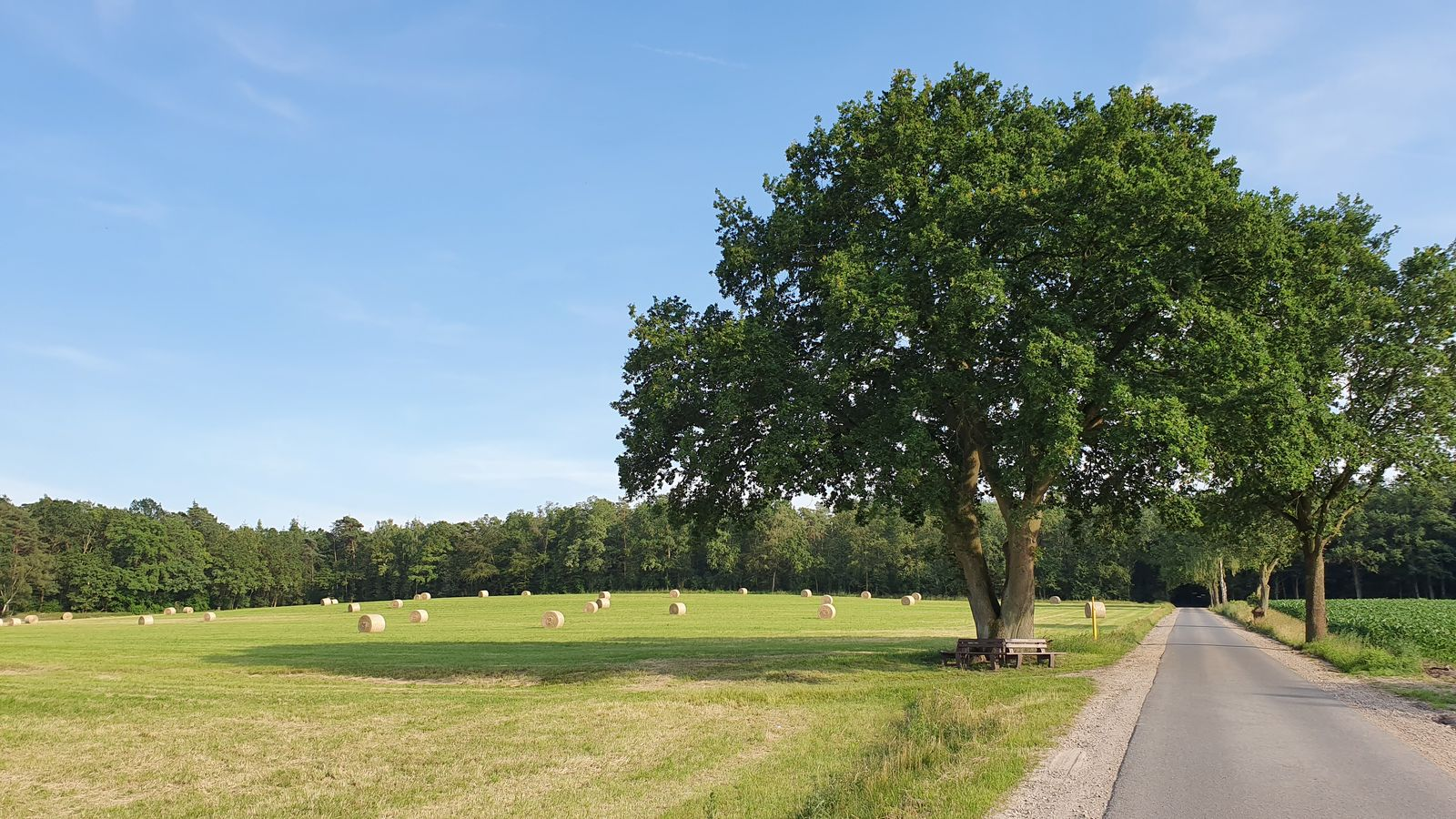
Otterberg
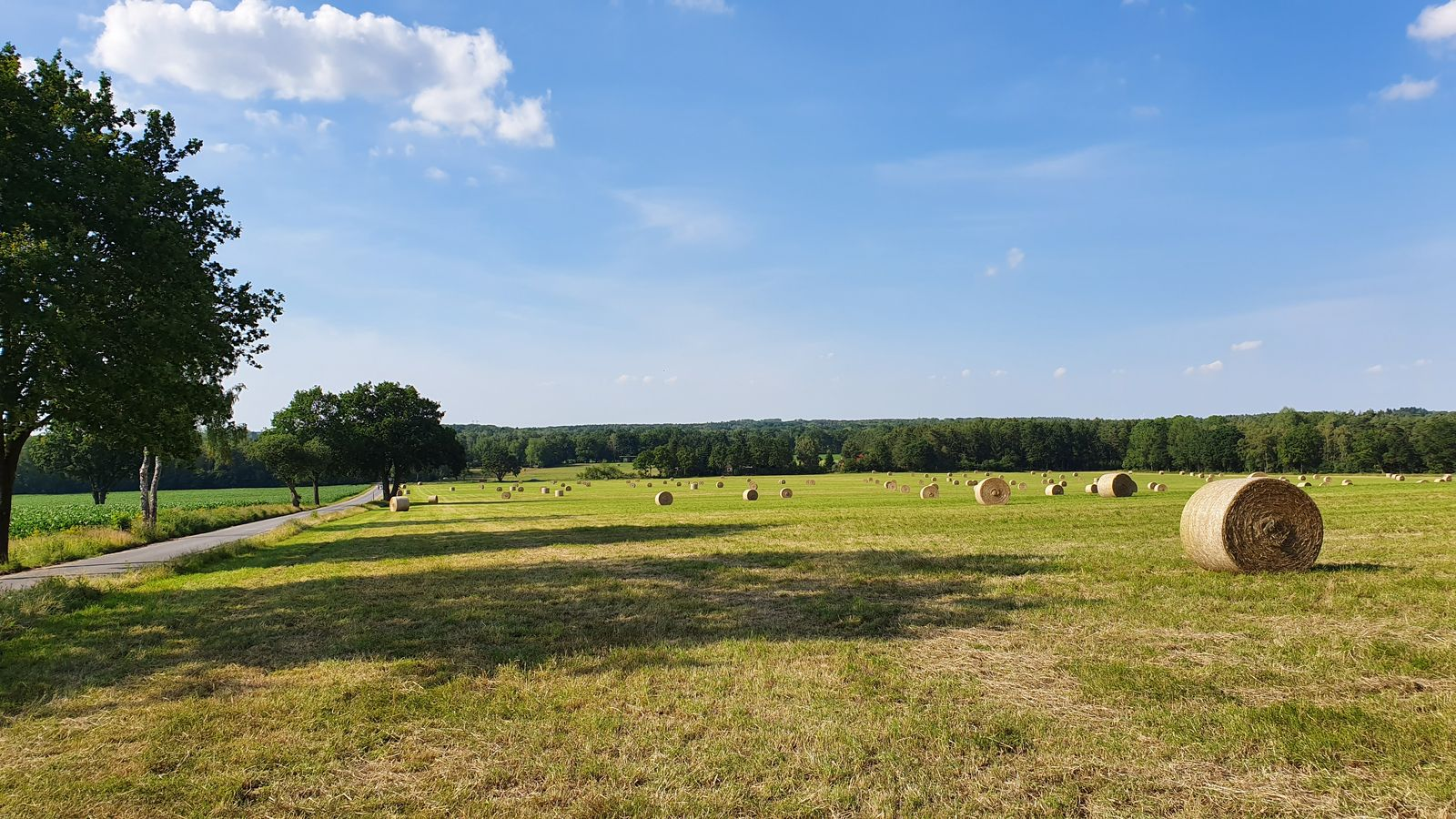
Otterberg
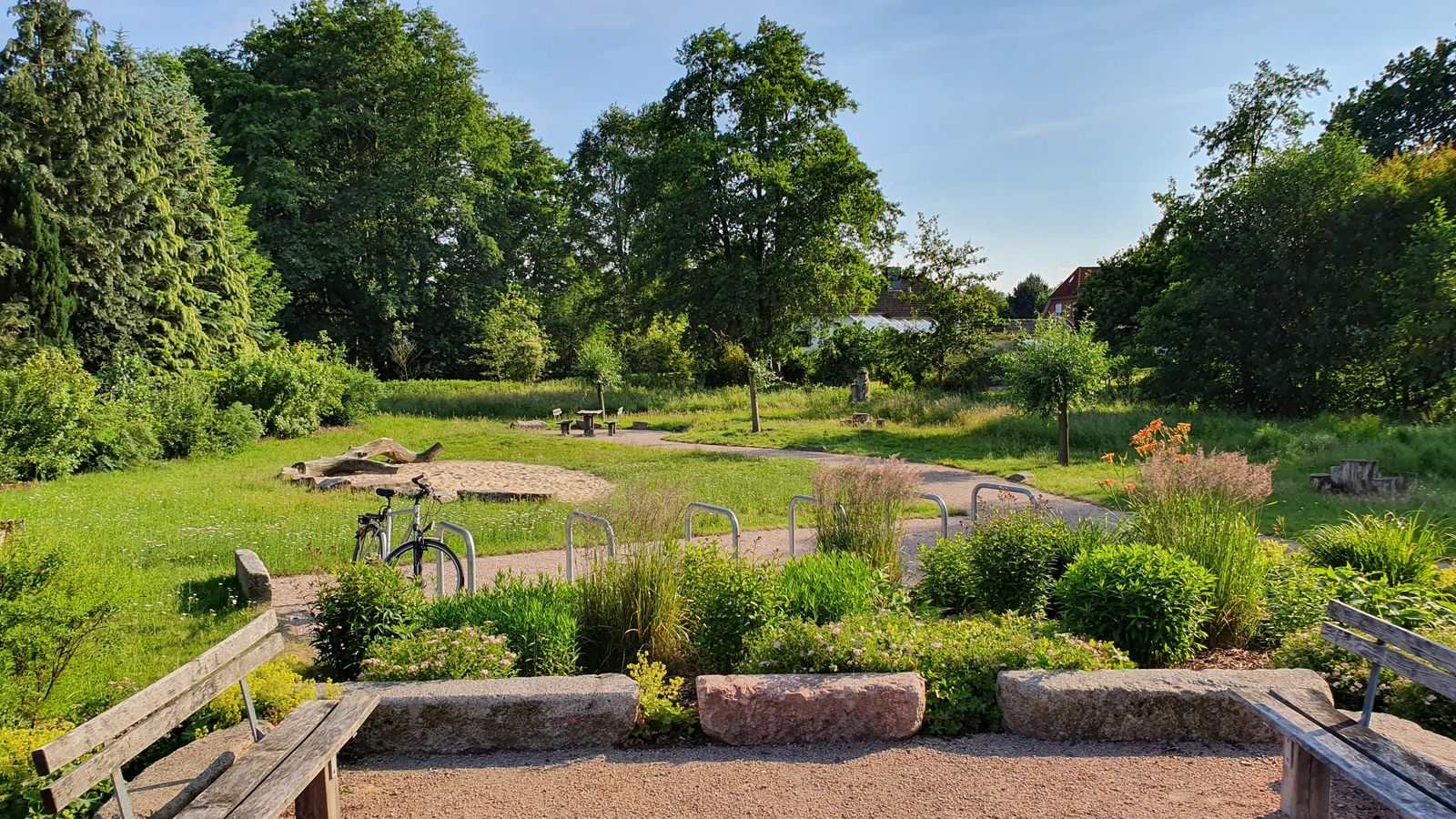
Fahrrad-Rastplatz
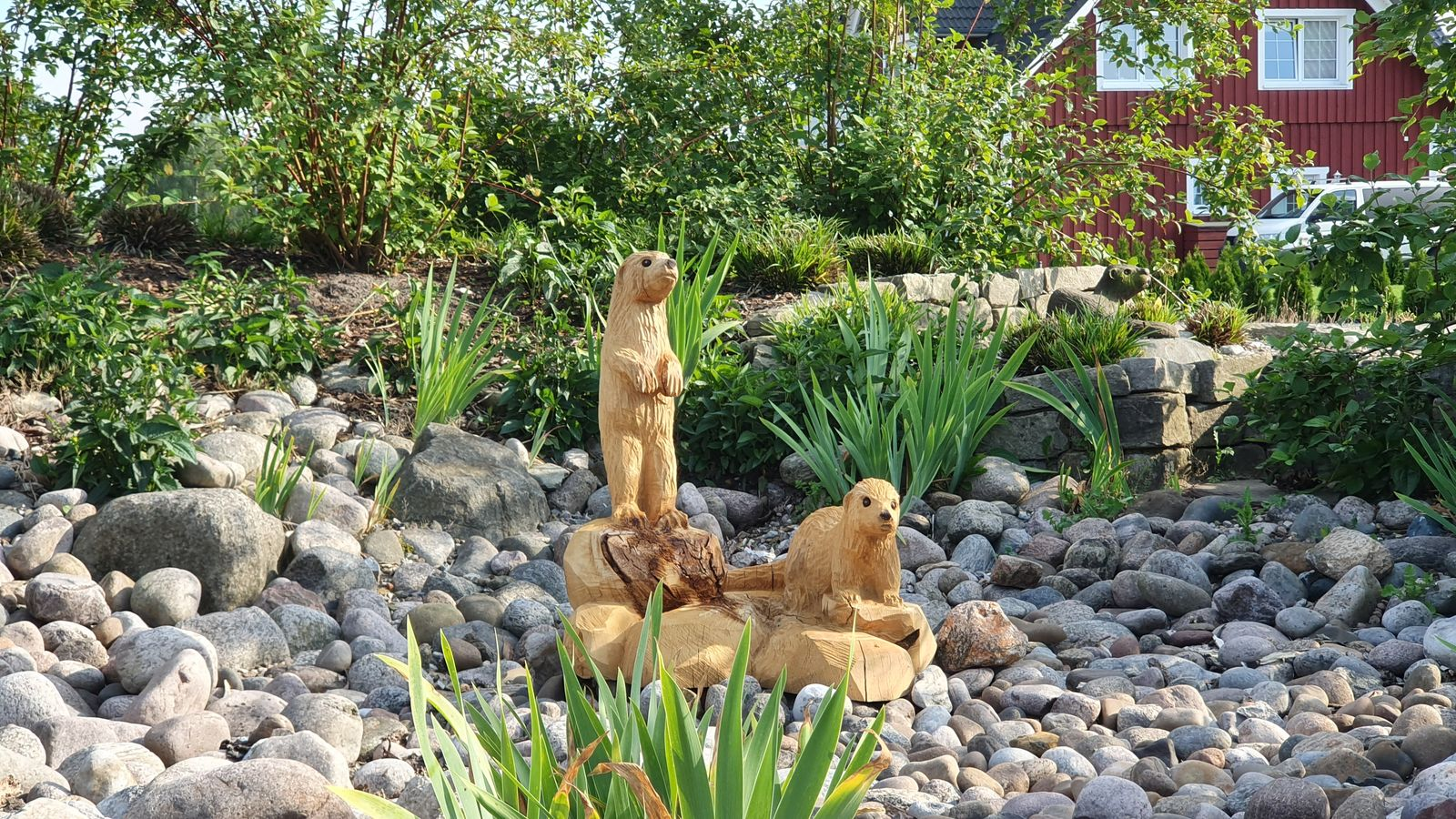
Otter auf dem Kreisel in Otter
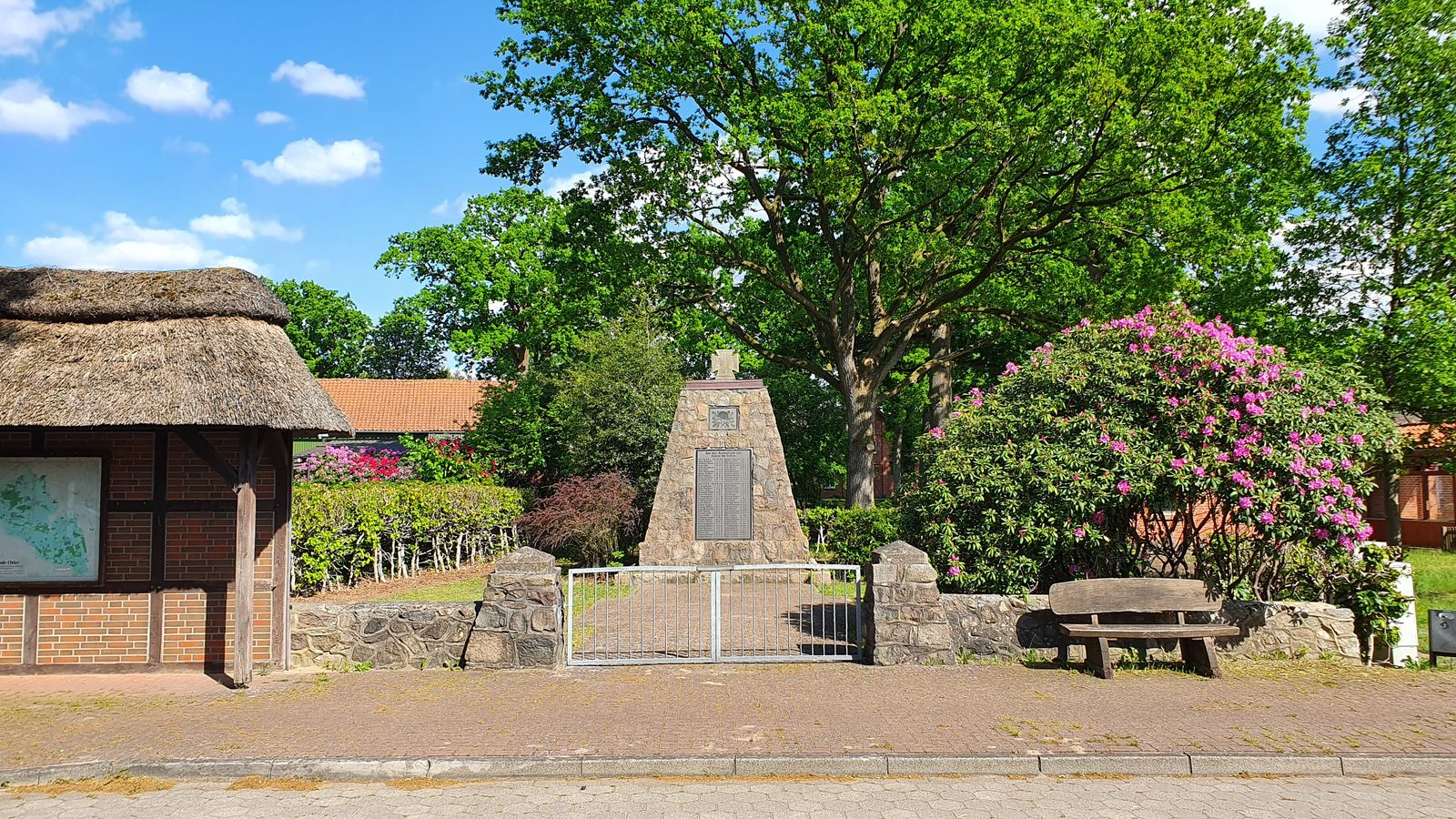
Kriegerdenkmal
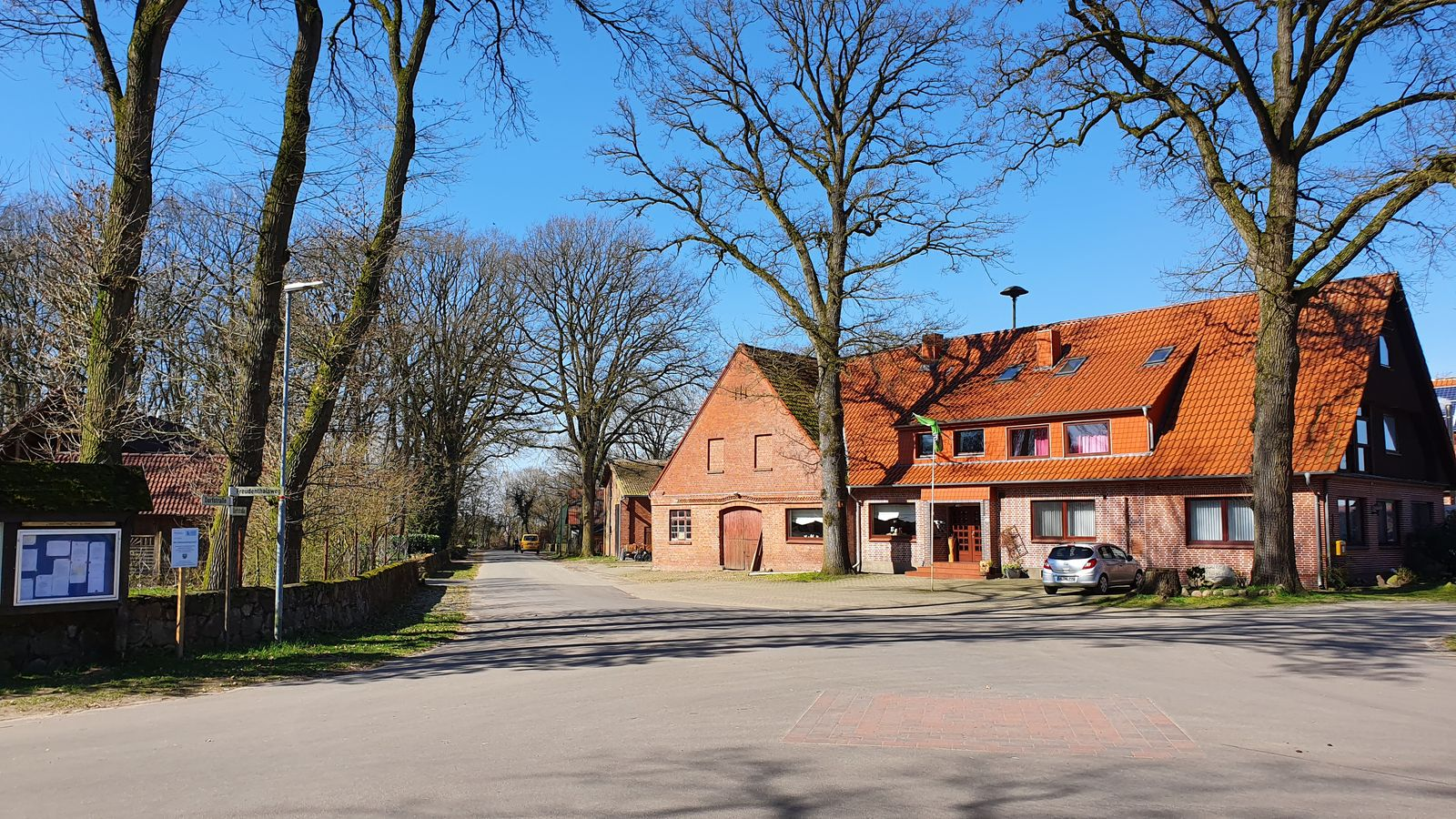
Groß Todtshorn
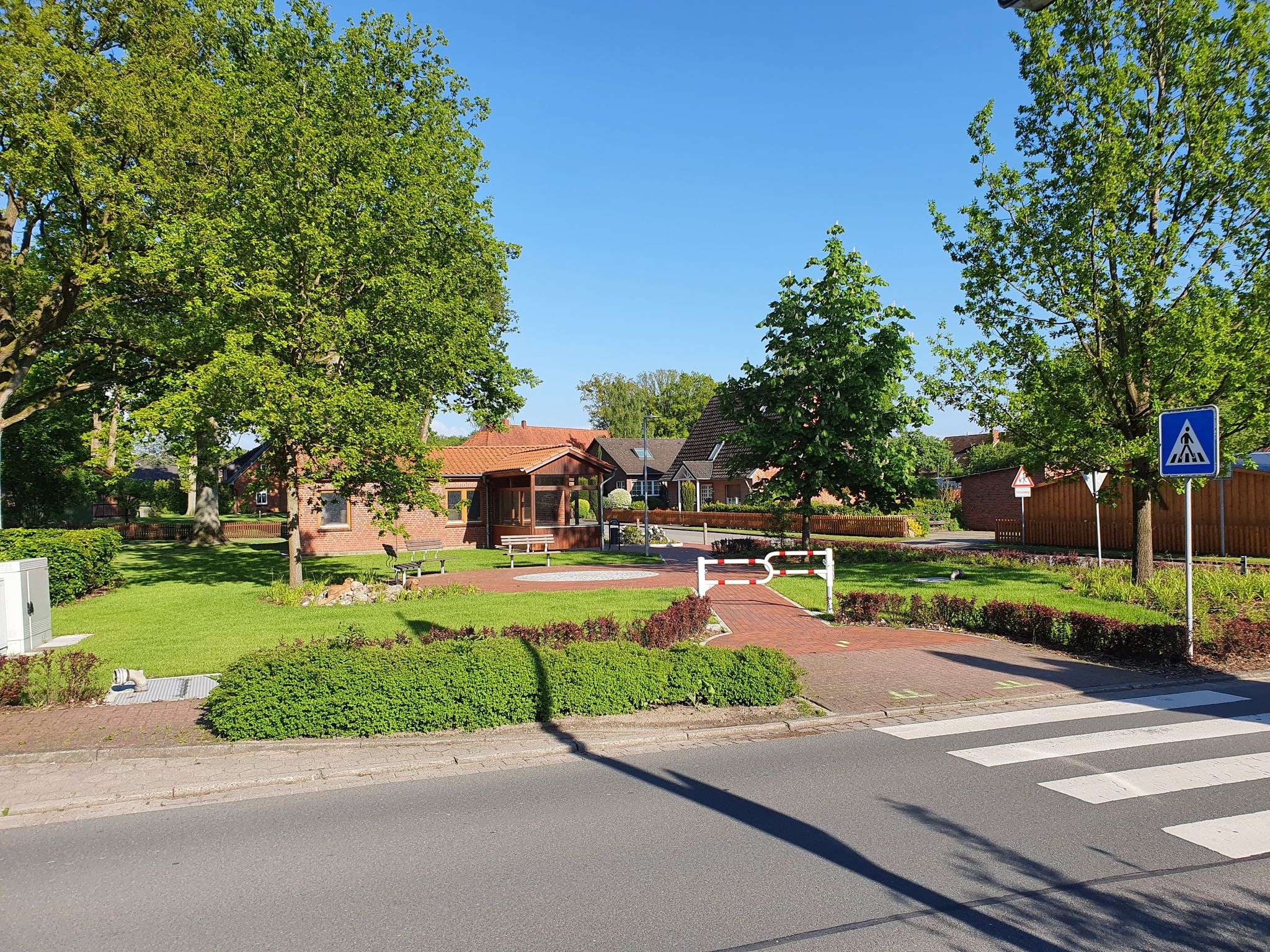
Stadtpark